# جوان مينوجين
جوان مينوجين (بالإسبانية: Juan Gervasio Minujín)‏ هو مؤدي وكاتب وممثل أرجنتيني، ولد في 20 مايو 1975 ببوينس آيرس في الأرجنتين.

## أعمال

### أفلام
- (2008) حمل الرب
- (2015) التركيز[6][7][8]
- (2016) زاما

## وصلات خارجية
- جوان مينوجين على موقع IMDb (الإنجليزية)
- جوان مينوجين على موقع ألو سيني (الفرنسية)
- جوان مينوجين على موقع أول موفي (الإنجليزية)
- جوان مينوجين على موقع قاعدة بيانات الفيلم (الإنجليزية)
- جوان مينوجين على موقع كينوبويسك (الروسية)